# ناحیه گوسینگ
ناحیه گوسینگ (به آلمانی: Güssing District) یک ناحیه در اتریش است که در بورگن‌لاند واقع شده‌است. ناحیه گوسینگ ۲۶٬۶۳۶ نفر جمعیت دارد.